# Saint-Jean-sur-Veyle
Saint-Jean-sur-Veyle és un municipi francès situat al departament de l'Ain i a la regió d'Alvèrnia-Roine-Alps. L'any 2007 tenia 1.051 habitants.

## Demografia

### Població
El 2007 la població de fet de Saint-Jean-sur-Veyle era de 1.051 persones. Hi havia 400 famílies de les quals 66 eren unipersonals (37 homes vivint sols i 29 dones vivint soles), 146 parelles sense fills, 171 parelles amb fills i 17 famílies monoparentals amb fills.
La població ha evolucionat segons el següent gràfic:
Habitants censats

### Habitatges
El 2007 hi havia 436 habitatges, 402 eren l'habitatge principal de la família, 15 eren segones residències i 19 estaven desocupats. 416 eren cases i 19 eren apartaments. Dels 402 habitatges principals, 339 estaven ocupats pels seus propietaris, 60 estaven llogats i ocupats pels llogaters i 3 estaven cedits a títol gratuït; 8 tenien dues cambres, 54 en tenien tres, 132 en tenien quatre i 207 en tenien cinc o més. 329 habitatges disposaven pel capbaix d'una plaça de pàrquing. A 139 habitatges hi havia un automòbil i a 234 n'hi havia dos o més.

### Piràmide de població
La piràmide de població per edats i sexe el 2009 era:
| Homes | Edats   | Dones |
| ----- | ------- | ----- |
| 0     | 95 o +  | 0     |
| 0     | 90 a 94 | 4     |
| 0     | 85 a 89 | 4     |
| 4     | 80 a 84 | 12    |
| 28    | 75 a 79 | 20    |
| 16    | 70 a 74 | 16    |
| 16    | 65 a 69 | 32    |
| 12    | 60 a 64 | 12    |
| 44    | 55 a 59 | 32    |
| 32    | 50 a 54 | 36    |
| 64    | 45 a 49 | 44    |
| 36    | 40 a 44 | 28    |
| 24    | 35 a 39 | 28    |
| 48    | 30 a 34 | 28    |
| 20    | 25 a 29 | 40    |
| 20    | 20 a 24 | 16    |
| 32    | 15 a 19 | 32    |
| 40    | 10 a 14 | 32    |
| 36    | 5 a 9   | 24    |
| 8     | 0 a 4   | 40    |

## Economia
El 2007 la població en edat de treballar era de 690 persones, 537 eren actives i 153 eren inactives. De les 537 persones actives 505 estaven ocupades (273 homes i 232 dones) i 32 estaven aturades (11 homes i 21 dones). De les 153 persones inactives 73 estaven jubilades, 51 estaven estudiant i 29 estaven classificades com a «altres inactius».

### Ingressos
El 2009 a Saint-Jean-sur-Veyle hi havia 425 unitats fiscals que integraven 1.111 persones, la mediana anual d'ingressos fiscals per persona era de 19.397 €.

### Activitats econòmiques
Dels 31 establiments que hi havia el 2007, 4 eren d'empreses alimentàries, 1 d'una empresa de fabricació d'altres productes industrials, 5 d'empreses de construcció, 8 d'empreses de comerç i reparació d'automòbils, 1 d'una empresa de transport, 2 d'empreses d'hostatgeria i restauració, 1 d'una empresa d'informació i comunicació, 1 d'una empresa immobiliària, 5 d'empreses de serveis, 1 d'una entitat de l'administració pública i 2 d'empreses classificades com a «altres activitats de serveis».
Dels 9 establiments de servei als particulars que hi havia el 2009, 2 eren paletes, 1 guixaire pintor, 1 fusteria, 1 lampisteria, 1 perruqueria, 2 restaurants i 1 saló de bellesa.
Dels 2 establiments comercials que hi havia el 2009, 1 era una botiga de menys de 120 m² i 1 una joieria.
L'any 2000 a Saint-Jean-sur-Veyle hi havia 33 explotacions agrícoles que ocupaven un total de 688 hectàrees.

## Equipaments sanitaris i escolars
El 2009 hi havia una escola elemental.

## Poblacions més properes
El següent diagrama mostra les poblacions més properes.